# Opera Mini
Opera Mini est un navigateur web à destination des appareils mobiles comme les téléphones mobiles ou les PDA. Il fonctionne sur Java ME, Symbian OS, Android et Windows Phone. Il est développé par Opera Software qui le met en téléchargement gratuitement.
Contrairement à son homologue Opera Mobile, il est basé sur une architecture client-serveur, ce qui le démarque des autres navigateurs concurrents. Avant d'être envoyées sur le téléphone mobile, les pages sont d'abord rendues sur un serveur proxy hébergé par Opera Software qui les adapte au format de l'écran, ce qui améliore la taille des transferts.
Opera Mini est installé d'usine chez de nombreux opérateurs téléphoniques et fabricants. Opera Mini a été installé sur plus de 100 millions d'appareils et représente environ 1 % des parts du marché des navigateurs web (bureau et mobiles).

## Principales caractéristiques
Contrairement à la majorité des navigateurs mobiles, Opera Mini (client) obtient ses pages web par l'intermédiaire de proxy hébergés par Opera Software. Ces proxy vont s'occuper de faire le rendu de la page, de l'adapter au format de l'écran et de redimensionner les images. La page est transmise au client dans un langage de balisage, le OBML (Opera Binary Markup Language).
Cette approche de l'Internet mobile a de nombreux avantages :
- du fait que le client ne contient aucun moteur de rendu, il est très léger : 146 Kio ;
- le rendu demande pas mal de ressources, et il sera donc plus rapide sur les serveurs d'Opera Software que sur l'appareil mobile ;
- le client fonctionne de manière fluide, même sur de vieux appareils ;
- le trafic entre le serveur et le client sont largement revu à la baisse (dans un rapport de 2 à 3, en fonction de la page et de la qualité des images choisie), ce qui améliore la vitesse de chargement des pages et réduit l'utilisation du quota alloué par l'opérateur qui est généralement faible ;
- le moteur de rendu des proxy est celui d'Opera 9.5 ;

Cette approche pose aussi certains problèmes :
- les animations GIF sont converties en images fixes ;
- le Flash n'est pas pris en charge ;
- le JavaScript est géré, mais il est nécessaire de recharger la page à chaque action ;
- si les serveurs d'Opera Software sont surchargés ou indisponibles, la navigation est beaucoup plus lente ;
- on ne peut pas utiliser Opera Mini en intranet ou en n'ayant pas accès aux serveurs d'Opera Software ;
- La géolocalisation n'est pas possible[6]

Deux modes de navigation sont disponibles:
- Navigation normale : le rendu est très proche de ce que l'on obtient sur un ordinateur, un premier niveau de zoom permet de voir la page dans son intégralité et un deuxième niveau de zoom permet de voir le texte dans une taille adaptée à la lecture. Les paragraphes sont redimensionnés à la largeur de l'écran, pour une lecture plus facile ;
- Navigation mobile : la page est affichée en une seule colonne ;

Il est possible de ne pas activer les images ou de choisir entre 3 niveaux de qualité, pour encore faire baisser la taille des pages. Le navigateur propose le choix entre trois niveaux de taille pour le texte.
Opera Mini supporte la navigation au Pad, au clavier numérique et au stylet.
La connexion entre le client est maintenue en permanence par des sockets, ce qui permet de synchroniser en temps réel le navigateur avec Opera Link et d'améliorer les temps de réponse, cependant, il est possible d'utiliser une connexion par le protocole HTTP dans le cas où l'opérateur n'accepte pas la connexion par socket, dans  ce cas, l'affichage des pages est plus lent et la synchronisation ne se fait pas en temps réel.
Opera Mini supporte le protocole HTTP, mais aussi les flux RSS (avec une possibilité de s'y abonner), le protocole FTP et permet depuis la version 3.0 d'accéder à des sites de façon sécurisée.
Opera Software dispose d'environ 100 serveurs redondants dédiés à Opera Mini et fonctionnant sous Linux.

### Opera Link
Les utilisateurs de Opera sur leur ordinateur de bureau peuvent utiliser Opera Link pour synchroniser leurs signets et le Speed Dial (page de démarrage personnalisée d'Opera) avec Opera Mini. Cette fonctionnalité trouve toute son utilité là où l'encodage des URL sur une téléphone mobile n'est pas très efficace.
Depuis la version 4.2, il est également possible de synchroniser les notes.

### Thèmes

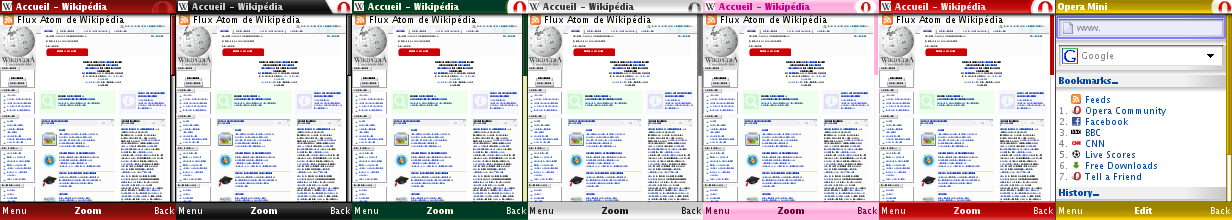
Différents thèmes disponibles dans Opera Mini 4.2

Disparus avec la version 4.0 d'Opera Mini, les thèmes sont réapparus dans la version 4.2 d'Opera Mini.
En plus du thème par défaut, 6 autres peuvent être choisis par l'utilisateur pour améliorer l'intégration du navigateur dans les menus de l'appareil mobile.

### Opera Mini 7.1
Au programme pour cette toute nouvelle version, quelques améliorations  en termes d'ergonomie comme la possibilité de créer un nombre illimité de raccourcis sur l'écran d'accueil ou encore une meilleure gestion des onglets. La possibilité de renommer un fichier avant de le télécharger. Cette nouvelle mouture remplace Opera Mini 7.0.

### Opera Mini 8.0
Dernière version Java ME.

## Disponibilité sur les smartphones
Bien que Opera Mini soit avant tout destiné aux téléphones classiques (compatible Java), il est présent sur de nombreux systèmes d'exploitation de mobile notamment :
- Android
- Bada
- BlackBerry
- iOS
- Symbian
- Windows Phone
- Zeebo

Il est téléchargeable sur Play Store pour la plateforme Android. Il est pré-installé sur de nombreux téléphones Nokia (Symbian) et BlackBerry.
Opera Software a abandonné une première tentative portage d'Opera Mini sur l'iPhone, le SDK interdisant de développer des applications qui entreraient en concurrence avec les programmes fournis avec l’appareil (c'est-à-dire Safari).
Toutefois le 23 mars 2010 Opera a démarré la procédure de validation par Apple et, à la suite d'un certain engouement médiatique, l'application a finalement été validée par Apple le 13 avril 2010, trois semaines après sa soumission (98 % des applications sont validées en moins d'une semaine selon Apple).

#### Sites officiels
- (en) Operamini.com
- (en) Opera.com
- (en) Émulateur en ligne